# Barden Beedles eventyr
Barden Beedles eventyr (originaltitel: The Tales of Beedle the Bard) er en eventyrsamling af den britiske forfatter J.K. Rowling, der også står bag Harry Potter-serien.
Bogen består af fem små eventyr, der alle har illustrationer af forfatteren samt professor Dumbledores egne håndskrevne noter.
Oprindeligt blev bogen udgivet i syv håndskrevne eksemplarer, hvor Rowling gav de seks væk til personer, der havde hjulpet hende med Harry Potter-bøgerne. Den sidste blev bortauktioneret i 2007, hvor man regnede med, at den kunne indbringe omkring £50.000, men Amazon.com købte bogen for £1,95 millioner, hvilket gør bogen til det dyreste moderne manuskript på en auktion.
Bogen blev udgivet til "almindeligt" køb 4. december 2008, og overskuddet går til Rowlings egen velgørenhedsorganisation, Children's High Level Group, der arbejder for bedre levevilkår for børn på institutioner i Østeuropa.
Bogen solgte de første otte dage 370.000 eksemplarer i England og toppede også internetboghandlen Amazon.com's bestsellerliste allerede to dage efter udgivelsen.
Bogen bliver første gang nævnt i Harry Potter og dødsregalierne, hvor den spiller en fremtrædende rolle.
De fem eventyr hedder "Hoppegryden", "Livslykkens kilde", "Den hårhjertede heksemester", "Hare Hop og Skvadderstubben" og "Eventyret om de tre brødre". Hele "Eventyret om de tre brødre" bliver fortalt i Harry Potter og dødsregalierne.

## Indhold

### "Troldmanden og hoppegryden"
Eventyret omhandler en gammel og godhjertet troldmand der bruger sin magiske gryde til at hjælpe sine naboer (mugglere) med deres problemer. Han afslører aldrig hemmeligheden om gryden. Da han døde arver hans muggler-hadende søn gryden. Da den første kunde kommer til ham og beder om hjælp til at fjerne hendes datters vorter, afviser han hende groft og smækker døren i hovedet på hende. Ikke lang tid efter denne begivenhed begynder den magiske gryde at hoppe rundt og forfølge ham med en vortebefængt overflade. Sønnen prøver derefter at bortmane vorterne, men det hjælper ikke. Den anden kunde har dog ikke bedre held, da han beder om mad som erstatning for hans bortløbne æsel. Nu begynder gryden at skryde som et æsel. Den tredje kunde med en syg baby bliver afvist som de andre, og dermed begynder gryden pjaske til randen med tårer. Gryden driver sønnen til vanvid, og det ender med, at han løber ud i landsbyen og hjælper mugglerne med alle deres problemer. Fra den dag af hjælper han alle de landsbyboere der spørger ham til råds.

### Livslykkens kilde
Tekst mangler, hjælp os med at skrive teksten

### Den hårhjertede heksemester
Tekst mangler, hjælp os med at skrive teksten

### Hare Hop og Skvadderstubben
Tekst mangler, hjælp os med at skrive teksten

### Eventyret om de tre brødre
Tekst mangler, hjælp os med at skrive teksten